# И-гун (Лу)
И-гун (кит. упр. 魯懿公; ум. 807 до н. э.) — 10-й хоу княжества Лу в 815—807 до н. э.

## Биография
Второй сын луского правителя У-гуна.
Весной 815 года вместе с отцом и старшим братом Ко отправился в поездку на запад в столицу Чжоу, чтобы представиться Сюань-вану. Сыну Неба понравился младший брат и он решил сделать Си наследником Луского удела, что вызвало осуждение у древних китайских историков.
Го юй вкладывает в уста придворного советника фэньского Чжун Шань-Фу речь, обращенную к вану, которую приводит в своем сочинении Сыма Цянь:

Отстранение старшего и возведение младшего нарушает порядок, а нарушение порядка [наследования] обязательно вызовет ослушание приказам вана; ослушание же Вашим повелениям непременно приведет к убийству наследника; поэтому, отдавая приказ, нельзя не соблюдать [установленный порядок]. Невыполнение приказа будет означать неустойчивость власти, а осуществление нарушающих порядок [приказов] приведет к тому, что народ покинет своих высших. Ведь низшие служат высшим, младшие служат старшим, и этим устанавливается благонамеренность. Ныне Вы, Сын Неба, ставите [повсюду] владетельных князей, если Вы поставите [наследником] младшего в роде, тем сахмым Вы будете учить народ [всякого рода] нарушениям. Если же [правитель] Лу выполнит Ваш приказ, чжухоу станут подражать ему, и тогда [для осуществления] повелений вана появятся препятствия. Если не выполнит [приказа] и казнит наследника, это будет означать, что Вы сами уничтожаете приказы вана. Следовательно, убьют его или не убьют, все равно это Ваш промах. Подумайте, ван, над этим.— Сыма Цянь. Исторические записки. T. V. — М., 1987. — С. 70
Летом того же года, по возвращении в Лу, У-Гун умер и Си стал его преемником. На девятом году его правления сын отстраненного от наследования Ко Бо-юй поднял мятеж, убил И-гуна и захватил власть.